# Маркелл (Ветров)
Епи́скоп Марке́лл (в миру Ге́рман Генна́дьевич Ве́тров; 8 июня 1952, Минеральные Воды, Ставропольский край — 14 марта 2019, Санкт-Петербург) — архиерей Русской православной церкви; епископ Царскосельский, викарий Санкт-Петербургской епархии.
Настоятель Феодоровского государева собора в Царском селе.

## Биография
Как вспоминал епископ Маркелл, «с юных лет посещая Псково-Печерский монастырь, пребывая вблизи святынь и внимая трепетным молитвам монашеской братии, я проникался любовью к монашескому подвигу».
В 1970 году поступил в Ленинградскую духовную семинарию. Во время обучения был иподиаконом у митрополита Никодима.
10 июня 1973 года в крестовом храме в митрополичьих покоях митрополитом Ленинградским и Новгородским Никодимом был пострижен в монашество с наречением имени Маркелл в честь священномученика Маркелла. 17 июня был рукоположён в сан иеродиакона, а 25 апреля 1976 года — в сан иеромонаха.
С 1976 по 1977 год обучался на богословском факультете Экуменического института Боссэ (Швейцария).
В 1978 году окончил Ленинградскую духовную академию. В том же году стал преподавать в Ленинградских духовных школах. С 1982 года являлся преподавателем общецерковной истории Санкт-Петербургских духовных академии и семинарии.
9 октября 1988 года в академическом храме святого апостола Иоанна Богослова митрополитом Ленинградским и Новгородским Алексием был возведён в сан игумена.
С 1996 года является настоятелем Феодоровского Государева собора в Царском Селе.
20 апреля 1999 года в Феодоровском соборе в Царском Селе митрополитом Санкт-Петербургским и Ладожским Владимиром был возведён в сан архимандрита.
19 июля 2006 года на заседании Священного синода было принято решение о возведении архимандрита Маркелла в сан епископа. 26 сентября в Золотом зале Митрополичьих покоев Александро-Невской лавры в Петербурге состоялось наречение архимандрита Маркелла во епископа Петергофского. 27 сентября в Казанском кафедральном соборе Санкт-Петербурга хиротонисан во епископа Петергофского, викария Санкт-Петербургской епархии. Хиротонию совершили патриарх Алексий II, митрополиты Санкт-Петербургский и Ладожский Владимир, митрополит Смоленский и Калининградский Кирилл, митрополит Калужский и Боровский Климент, архиепископ Берлинский и Германский Феофан (Галинский), архиепископ Брюссельский и Бельгийский Симон (Ишунин), архиепископ Симбирский и Мелекесский Прокл (Хазов), архиепископ Новгородский и Старорусский Лев (Церпицкий), архиепископ Тверской и Кашинский Виктор (Олейник), архиепископ Тихвинский Константин (Горянов) и епископ Архангельский и Холмогорский Тихон (Степанов). Это была первая архиерейская хиротония, совершенная в Санкт-Петербурге с 1987 года.
12 марта 2013 года решением Священного синода титул изменён на «Царскосельский».
Скончался в ночь на 14 марта 2019 года в Санкт-Петербурге, на 67-м году жизни, после продолжительной болезни. Отпевание состоялось 16 марта в Троицком соборе Александро-Невской лавры, после чего иерарха похоронили на Никольском кладбище монастыря.
Как отметили в Санкт-Петербургской епархии в связи с его кончиной: «Владыка Маркелл внес немалый вклад в развитие церковной жизни Северной столицы. С его именем связано возрождение царскосельских святынь. Среди его послушаний было руководство епархиальным отделом по взаимодействию со спортивными организациями».

## Награды
- Орден преподобного Сергия Радонежского II степени (8 июня 2007)[14]
- Орден святого преподобного Серафима Саровского II степени (8 июня 2012)[15]
- медаль святого апостола Петра I степени (Санкт-Петербургская епархия; 2 сентября 2012)[16]
- медаль святого апостола и евангелиста Иоанна Богослова III степени (Санкт-Петербургская духовная академия) (9 октября 2015)[17]
- медаль святого апостола и евангелиста Иоанна Богослова I степени (Санкт-Петербургская духовная академия) (29 июня 2018)[18]